# Анджари
Анджа̀ри (на италиански и на венециански: Angiari) е село и община в Северна Италия, провинция Верона, регион Венето. Разположено е на 17 m надморска височина. Населението на общината е 2218 души (към 2015 г.).